# Ölkreide

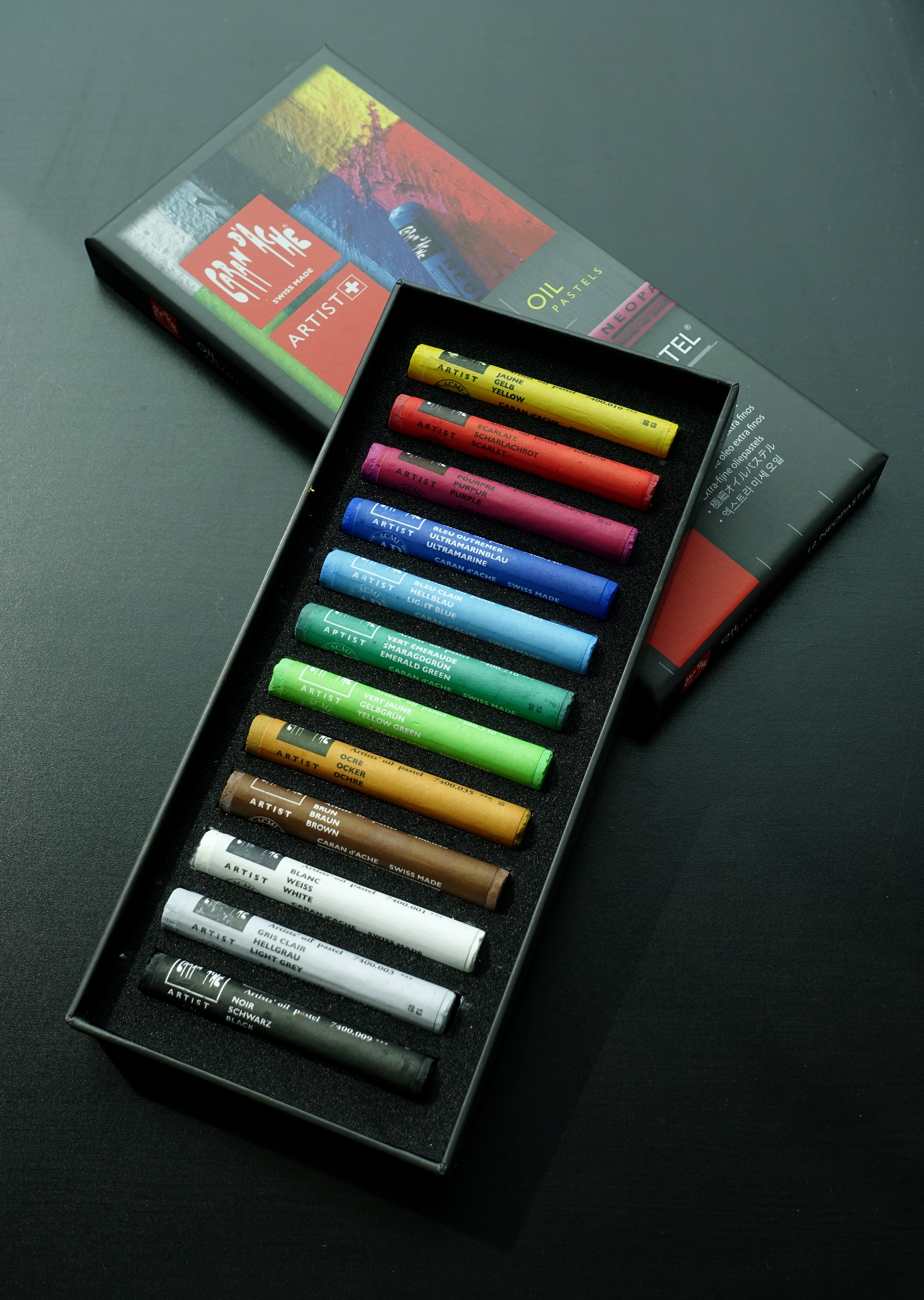
Kleines Ölkreidenset mit 12 Farben

Ölkreiden sind Feststoffe, die beim Verreiben gut deckende und kräftige Farben liefern, die sich ähnlich wie Ölfarben zu feinen, transparenten Farbverläufen verwischen lassen. Sie enthalten neben Füllstoffen und Farbpigmenten im Gegensatz zu Pastellkreiden deutliche Anteile von Öl und Wachs. Außerdem werden häufig Bindemittel zugesetzt, um die mechanische Stabilität zu verbessern.

## Eigenschaften

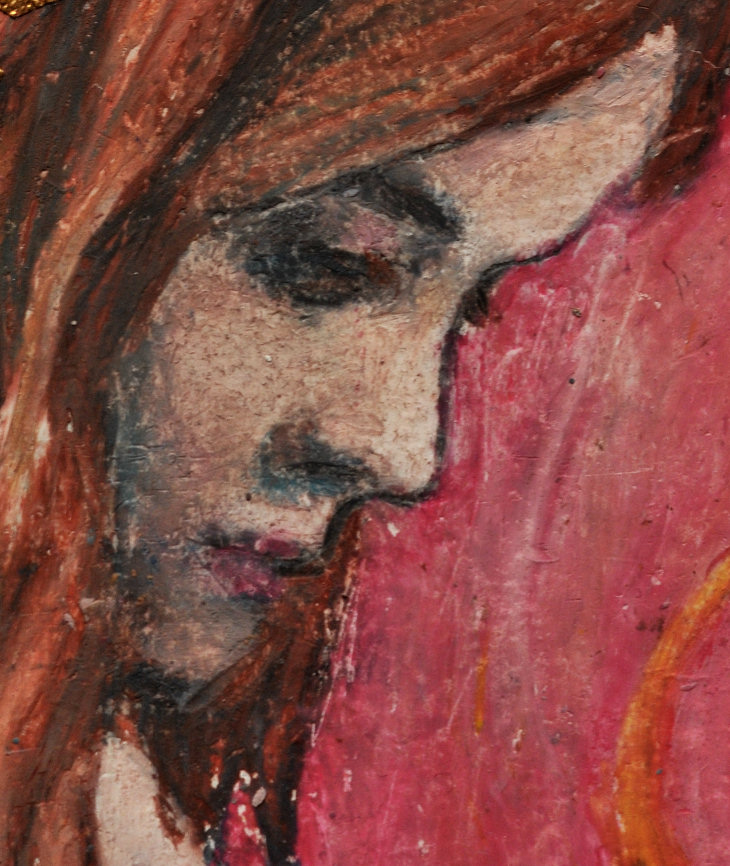
Detail eines mit Ölkreiden gemalten Bildes (vertikale Größe des Ausschnitts ca. 7 cm)

Die Farben der Ölkreiden haften auf nahezu allen Oberflächen und brauchen nicht fixiert zu werden, sind dafür jedoch schlecht korrigier- und nicht radierbar. Sie sind – im Gegensatz zu manchen Wachskreiden – nicht wasserlöslich, lassen sich aber mit Terpentin oder Benzin vermalen und auch trocken vermischen. Bei Temperaturen über 50 °C werden Ölkreiden weich.